# Mayday Parade

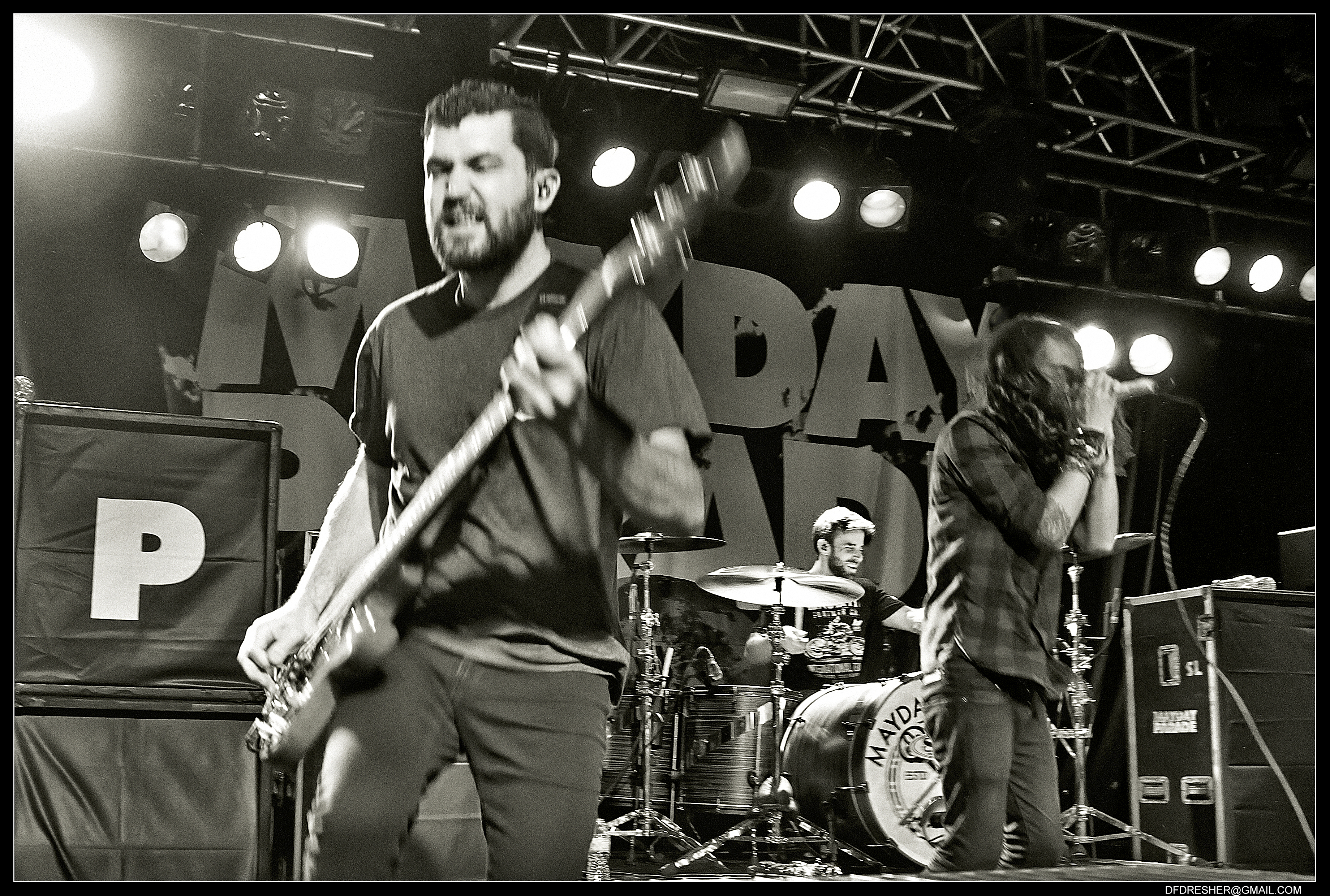
Mayday Parade 2014

Mayday Parade é uma banda de pop punk vinda de Tallahassee, Flórida, formada em 2005 por ex membros das bandas Kid Named Chicago & Defining Moment. Em 2006 lançaram o EP Tales Told By Dead Friends independente, e venderam 20,000 cópias. Após o sucesso alcançado, eles assinaram contrato com a Fearless Records, e em 2007 lançaram seu primeiro álbum oficial, A Lesson In Romantics.

## Integrantes
- Derek Sanders - vocalista
- Jeremy Lenzo - baixista e vocal
- Alex Garcia - guitarrista
- Brooks Betts - guitarrista
- Jake Bundrick - baterista e vocal

## Discografia
- 2006 - Tales Told By Dead Friends (disco independente)
- 2007 - A Lesson In Romantics
- 2009 - Anywhere But Here (Álbum)
- 2011 - Valdosta (EP) (Acústico)
- 2011 - Mayday Parade (Deluxe Edition)
- 2013 - Monsters In The Closet
- 2015 - "Black Lines"
- 2018 - "Sunnyland"